# 水元村 (青森県)
水元村（みずもとむら）は、かつて青森県にあった村。

## 地理
- 河川：岩木川、土淵堰
- 山岳：高山
- 湖沼：廻堰大溜池

## 沿革
- 1889年（明治22年）4月1日 - 町村制施行により西津軽郡廻堰村、野木村、尾原村、妙堂崎村、木筒村が合併し、水元村が発足。
- 1955年（昭和30年）3月1日 - 北津軽郡鶴田町・梅沢村・六郷村と合併し、鶴田町を新設し消滅。

## 教育
- 水元小学校[2]。
  - 水元小学校田の尻分校[2]
- 妙堂崎小学校[2]
- 木筒小学校[2]
  - 妙堂崎・木筒の両小学校は、水元小学校から分離・独立した学校である[3]。
- 水元中学校[2][4]
- 五所川原高等学校定時制水元分校[5]

## 郵便局
- 水元郵便局[6]（郵便局のみ現在も存続）